# Aml Ameen
Pour les articles homonymes, voir Ameen.
Aml Ameen, né le 30 juillet 1985 à Londres (Camden Town), est un acteur britannique. Il a commencé sa carrière d'acteur en 1990 à l'âge de cinq ans.

## Biographie
Il a joué dans les séries télévisées The Bill, La Loi selon Harry et Kidulthood.
En 2014, il obtient le rôle d'Alby dans le film Le Labyrinthe au côté de Dylan O'Brien et Thomas Brodie-Sangster.
En juin 2015, Aml débute dans Sense8 en tant qu'un des huit personnages centraux de la série, Capheus, un chauffeur de bus basé à Nairobi. Sense8 a été créée par The Wachowskis, célèbres pour avoir réalisé la trilogie Matrix. Cependant, il quitte la production de la série au cours du tournage de la saison 2 à la suite de divergences artistiques avec Lana Wachowski et est remplacé par l'acteur Toby Onwumere.

## Filmographie

### Cinéma
- 2006 : Kidulthood : Trevor "Trife" Hector
- 2010 : Shank : conducteur bus
- 2010 : Second Chance : Aaron Bently
- 2012 : Red Tails : Bag O'Bones
- 2013 : Evidence : officier Jenson
- 2013 : Le Majordome : Cecil jeune
- 2014 : Beyond the Lights : Trey
- 2014 : Le Labyrinthe : Alby
- 2016 : Soy Nero de Rafi Pitts : Bronx
- 2018 : Yardie d'Idris Elba : Dennis "D" Campbell
- 2019 : Inside Man : Most Wanted : Remy Darbonne
- 2021 : Boxing day de lui-même : Melvin Mackenzie
- 2023 : Rustin de George C. Wolfe : Martin Luther King Jr.

### Télévision
- 2003 : EastEnders (série télévisée) : Simon
- 2004 : Bella and the Boys (téléfilm) : Terry
- 2004 : Holby City (série télévisée) : Bradley Norris
- 2006-2007 : The Bill (série télévisée) : Lewis Hardy
- 2008 : Fallout (série télévisée) : Dwayne Edmons
- 2008 : Affaires non classées (série télévisée) : AJ
- 2008 : Disconnected (série télévisée) : Anthony
- 2011-2012 : La Loi selon Harry (série télévisée) : Malcolm Davies
- 2012 : Les Experts : Miami (série télévisée) : Jack Brody
- 2015 : Sense8 (série télévisée) : Capheus (saison 1)
- 2020 : I May Destroy You (série télévisée) : Simon (4 épisodes)
- 2024 : Un homme, un vrai (A Man in Full) : Roger White (mini-série) (Netflix)

### Podcast
- 2020 : The Left Right Game : Tom